# SnatchBot
SnatchBot 소프트웨어는 소셜 네트워크용 무료 클라우드 기반 챗봇 생성 도구이다.

## 역사
Henri Ben Ezra 그리고 Avi Ben Ezra가 2015년에 설립한 SnatchBot은 이스라엘의 헤르츨리야에서 시작된 신기술 회사 중 하나이다.
2017년 7월, Snatchbot은 독일, 베를린에서 열린 Chatbot Summit을 후원했다.2017년 12월, 3천만 명이 넘는 최종 사용자가 SnatchBot 플랫폼을 기반으로 만들어진 챗봇을 이용했다.

## 서비스
SnatchBot은 사용자가 페이스북 메신저, 스카이프, 슬랙 (소프트웨어), 단문 메시지 서비스, 트위터 및 기타 소셜 네트워크 플랫폼용 봇을 만들 수 있도록 돕는다.또한, SnatchBot은 무료 자연어 처리 모델을 제공한다.플랫폼을 SnatchBot의 머신 러닝 도구와 결합하면 사용자의 의도를 분석할 수 있는 챗봇을 생성할 수 있다.

## 같이 보기
- 채터봇
- 페이스북 메신저